# Entwicklungsserie

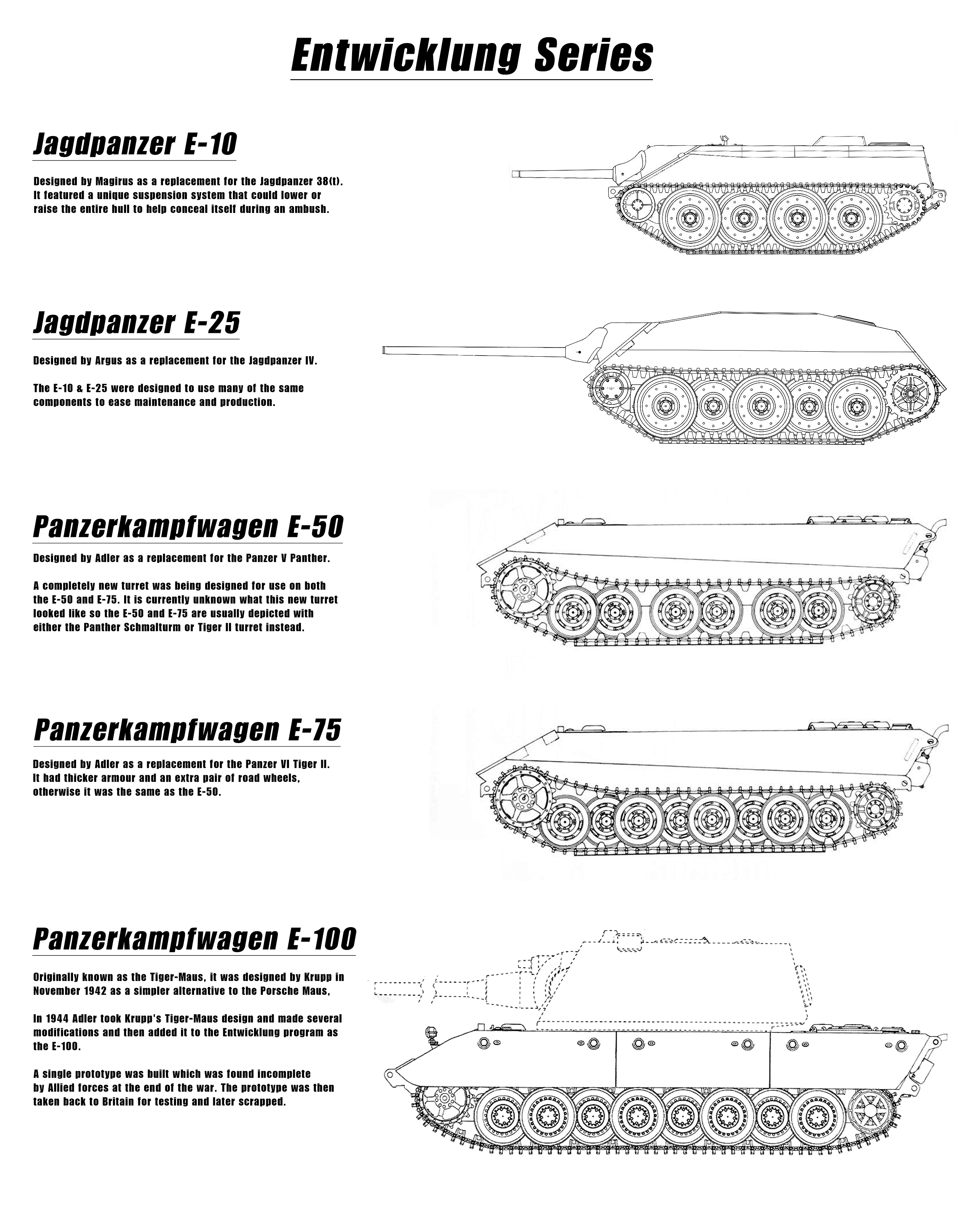
Entwicklungsserie

Entwicklungsserie (E-Serie) – niemiecki projekt serii pojazdów pancernych z okresu II wojny światowej. Miał opierać się na standaryzowanym projekcie, produkowanym w sześciu klasach wagowych, z możliwością wprowadzenia drobnych modyfikacji i budowy wariantów specjalistycznych. Miało to umożliwić łatwiejszy dostęp do części zamiennych nowych czołgów oraz jeszcze bardziej ułatwić i przyspieszyć proces produkcji. W pojazdach z serii "E", zastosowanie znajdować miały wczesne systemy noktowizyjne, umożliwiające walkę w nocy.

## E-5
E-5 miał ważyć 5-10 ton i stanowić podstawę rodziny konstrukcji lekkich czołgów, pojazdów zwiadowczych, niszczycieli czołgów i bojowych wozów piechoty.

## E-10
E-10 był projektowany jako zastąpienie czołgu Panzer 38(t), którego podwozie było wykorzystywane jako baza dla najróżniejszych niszczycieli czołgów, takich jak Hetzer czy Marder. Zakres wagowy konstrukcji E-10 szacowano na 10-25 ton. Pojazdy te miały być używane jako niszczyciele czołgów, uzbrojone w działo 7,5 cm KwK 40 w wariancie L/43 bądź L/48 – takie samo jak w czołgu Panzer IV. Ciekawą właściwością tego pojazdu miało być regulowane podwozie, umożliwiające obniżenie sylwetki pojazdu. Podwozie E-10 rozważano także jako podwozie dla pojazdów z serii Waffenträger.

## E-25
E-25 miały ważyć od 25 do 30 ton i pełnić rolę średnich pojazdów zwiadowczych bądź niszczycieli czołgów. Miały zastąpić pojazdy opierające się na podwoziu czołgów Panzer III i Panzer IV. Prace projektowe były prowadzone przez firmę Argus z Karlsruhe pod przewodnictwem Hermana Klaue. Hipotetyczne uzbrojenie pojazdu to działo 75 mm KwK 42 L/70, takie samo jak w słynnym PzKpfw V Panther.

## E-50 Standardpanzer

E-50 Standardpanzer

E-50 miał ważyć 50-75 ton i pełnić rolę zbliżoną do czołgu podstawowego, zastępując czołgi takie jak PzKpfw V Panther i PzKpfw VI Tiger. Była to konstrukcja podobna lub zbliżona do prototypowej Pantery II. Kadłub E-50 miał bazować na wykorzystywanym w PzKpfw VI B Königstiger. Na pojeździe planowano zamontować wieżę Schmalturm, podobną do tej z czołgu Panther ausf. F. Uzbrojeniem czołgu byłaby najprawdopodobniej armata 88 mm KwK 43 L/71, taka sama jak w Tygrysie II. Podwozie E-50 mogłoby być używane jako baza dla niszczycieli czołgów, o osiągach zbliżonych do Jagdpanthery, ale uzbrojony w działo 12,8 cm PaK 44.

## E-75
E-75 ważący 75-100 ton, miał być czołgiem ciężkim, zastępującym PzKpfw VI B Königstiger. Konstrukcja miała być masywniejszą wersją E-50. Uzbrojenie czołgu E-75 miało się najprawdopodobniej składać ze sprawdzonej armaty 88 mm KwK 43 L/71. Rozważano również zastosowanie armaty 88 mm L/100 o jeszcze dłuższej lufie niż ta użyta w Tygrysie II, a nawet długolufowej armaty o kalibrze 105 mm. Podobnie jak w przypadku E-50, istniała koncepcja użycia kadłuba E-75 dla niszczyciela czołgów z armatą 12,8 cm PaK 44. Nowy ciężki niszczyciel czołgów mógłby zastąpić Jagdtigera.

E-75 Standardpanzer

## E-100
E-100 planowano jako czołg superciężki, o konstrukcji opartej na powiększonym "Tygrysie II" – PzKpfw VI B Königstiger. Czołg ten miał być wyposażony w działo 150 mm KwK 44 L/38 bądź 128 mm KwK 44 L/55 takie samo jak w przypadku czołgu PzKpfw VIII Maus. Istniał nawet pomysł zastosowania działa o kalibrze 170 mm. E-100 posiadał kilka projektów wież, opracowanych przez firmy Krupp oraz Henschel, choć istniał pomysł użycia wieży z Mausa. Prace nad tym czołgiem rozpoczęto w 1943 roku, jednak w 1944 projekt ten został porzucony w dość zaawansowanym stadium. Pomimo tego, firma Henschel prowadziła prace nad konstrukcją aż do końca wojny, do momentu kiedy niekompletne podwozie zostało przejęte przez Brytyjczyków. Rozważano również wykorzystanie kadłuba czołgu E-100   jako bazy dla superciężkiego niszczyciela czołgów, bądź jako platformę przeciwlotniczą.

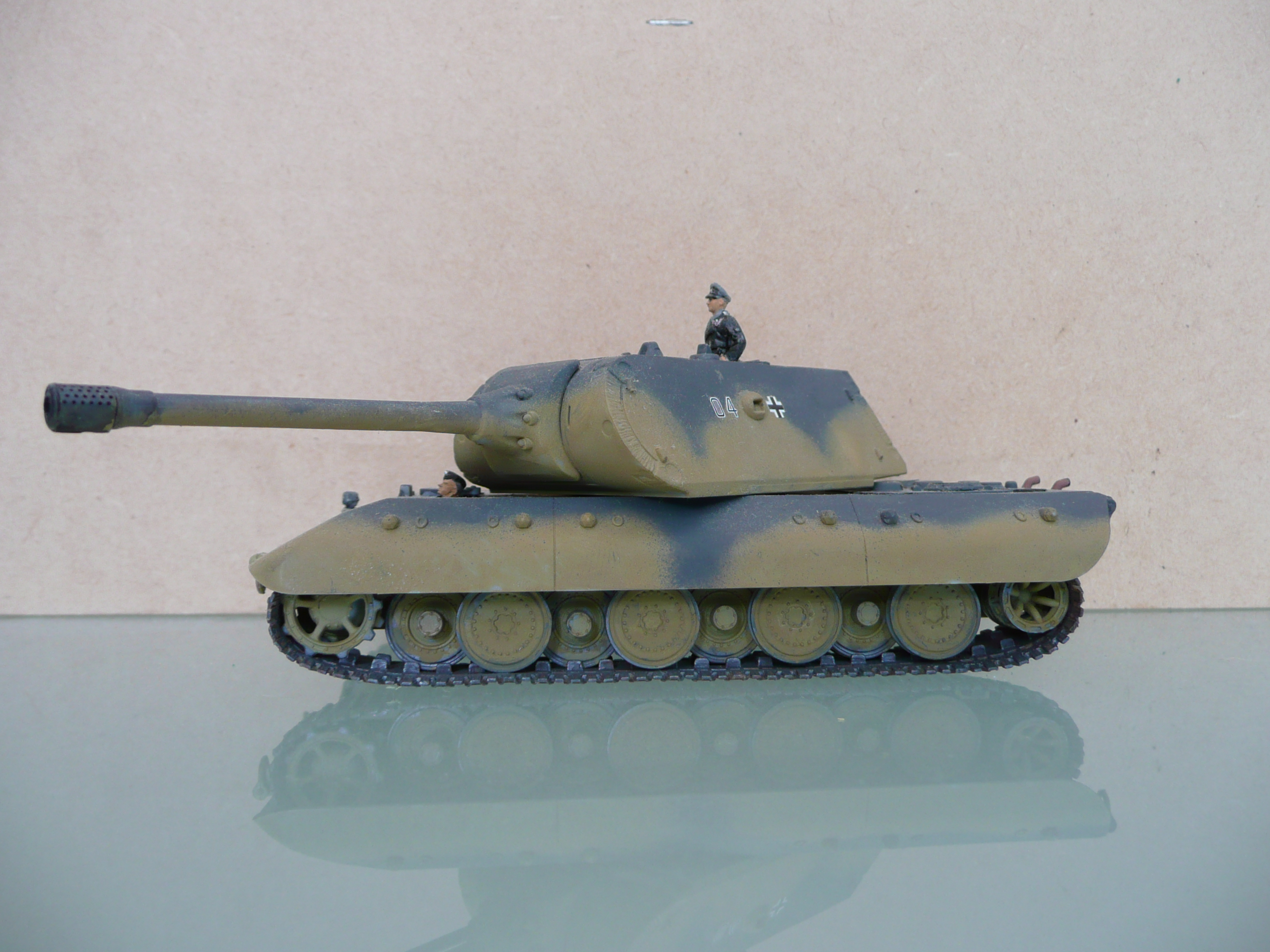
Model czołgu E-100 z wieżą Mausa w skali 1:72